# Аборты в Нигерии
Аборт является спорной темой в Нигерии.
Аборты в Нигерии регулируются двумя законами, которые различаются в зависимости от географического положения. Северная Нигерия регулируется Уголовным кодексом, а южная Нигерия — Криминальным кодексом. Единственный законный способ сделать аборт в Нигерии — если ребёнок подвергает опасности жизнь матери.

## Законы Нигерии
Законодательство Нигерии об абортах делает её одним из самых сдерживающих государств в этом отношении. При этом уголовное законодательство Нигерии разнится в отношении северных и южных штатов.
Криминальный кодекс в настоящее время применяется в южных штатах. Законы об абортах Криминального кодекса изложены в статьях 228, 229 и 230. Статья 228 гласит, что любое лицо, способствовавшее выкидышу у женщины, виновно в совершении тяжкого преступления и понесёт наказание до 14 лет лишения свободы. Статья 229 гласит, что любая женщина, совершившая аборт, виновна в совершении тяжкого преступления и может быть лишена свободы на 7 лет. Статья 230 гласит, что любой, кто поставляет что-либо, предназначенное для аборта, также виновен в совершении тяжкого преступления и подлежит тюремному заключению сроком до 3 лет.
Уголовный кодекс действует в северных штатах, а законы об абортах содержатся в статьях 232, 233 и 234. Разделы Уголовного кодекса аналогичны Криминальному кодексу, кроме исключения абортов с целью спасения жизни матери. Наказания Уголовного кодекса включают лишение свободы, штраф или оба данных наказания.
Наказания этих кодексов действуют независимо от того, был ли аборт успешным. В Криминальном кодексе не было никаких положений, предусматривающих исключения для сохранения жизни матери. Тем не менее, дела «Рекс против Эдгара» и «Рекс против Борна» сделали общепризнанным тот факт, что аборт, осуществляемый для сохранения жизни матери, не является подлинным нарушением Криминального кодекса.

## Статистика
Поскольку аборты в Нигерии запрещены, многие женщины прибегают к небезопасным методам аборта, что приводит к осложнениям, связанным с абортом, и повышению уровня смертности и заболеваемости в стране. Согласно исследованиям, проведённым Институтом Гутмахера, в Нигерии ежегодно производится 456 000 небезопасных абортов. В совместном исследовании, проведённом Обществом гинекологов и акушеров Нигерии и министерством здравоохранения Нигерии, оценки женщин, которые делают небезопасный аборт, составляли около 20 000 каждый год. Исследования показали, что только 40 % абортов делают врачи в оборудованных медицинских учреждениях, в то время как оставшийся процент делают не врачи.

## История
На протяжении всей истории законы Нигерии об абортах продвигались несколькими группами и движениями с противоположными взглядами в отношении либерализации законов об абортах и продвижения прав женщин. На конференции Нигерийской медицинской ассоциации (NMA) 1972 года были сделаны первые попытки реформировать законы об абортах в Нигерии.
Однако отсутствие поддержки не привело к пересмотру законов в результате этой попытки. В 1975 году Национальный совет по народонаселению выступил за обеспечение доступа женщин к безопасным и легальным абортам на основе укрепления здоровья и благополучия матери.
В 1976 году эта инициатива была защищена Нигерийской медицинской ассоциацией (NMA) и Обществом гинекологов и акушеров Нигерии (SOGON). На ежегодной конвенции SOGON премьер-министр здравоохранения выступил с речью, отметив возможность проведения национальной реформы законодательства об абортах.
В 1981 году Национальный совет женских обществ противостоял предложенному SOGON законопроекту, касающемуся прерывания беременности, не позволяя ему попасть в Палату представителей. Национальный совет женских обществ заявил, что необходимо приложить больше усилий для обучения планированию семьи и предотвращения беременности вне брака. Они ожидали, что родители Палаты будут проводить законы, опираясь на сильные моральные ценности страны. В 1998 году была создана Сеть исследований женского здоровья в Нигерии с целью содействия исследованиям и поощрения других групп к пропаганде и объединению по вопросам здоровья женщин.
Кампания против нежелательной беременности (CAUP, Campaign Against Unwanted Pregnancy) была создана в 1991 году с целью защиты сексуальных и репродуктивных прав женщин и устранения небезопасных абортов. В 1992 году CAUP организовала совещание по реформе, на котором министр здравоохранения и президент NMA рассмотрели законодательство, касающееся абортов. Однако эта реформа встретила большое противодействие и не увенчалась успехом. Важной целью CAUP является образование в области общественного здравоохранения. В 1997 году они создали Группу действий по охране здоровья подростков (AGAH, Action Group for Adolescent Health), в которой они обучали студентов-медиков становиться государственными педагогами по вопросам сексуального и репродуктивного здоровья. В период с 1999 по 2004 год CAUP организовал множество семинаров и лекций по сексуальному здоровью и правам женщин в надежде дать гражданам Нигерии знания о том, как вести здоровый образ жизни и защищать перемены. С 2002 года главной целью CAUP была реформа законопроекта об абортах. Группа экспертов сотрудничала, чтобы наметить изменения в 2003 году. По состоянию на 2004 год законопроект находился на восьмом этапе пересмотра.
В 2015 году был принят Закон о запрещении насилия в отношении людей (VAPP). Этот акт предназначен для оказания помощи жертвам сексуального насилия и насилия в отношениях. Этот акт помогает женщинам получить противозачаточные средства, необходимые для предотвращения нежелательной беременности, которая является основной причиной абортов.
Несмотря на совместные и постоянные усилия различных нигерийских и международных правозащитных групп, только женщина, чья жизнь находится под угрозой, может сегодня сделать легальный аборт.

## Практика и актуальность
Многие регионы Африки известны своей небезопасной практикой в области здравоохранения и болезней, особенно когда речь идёт о молодых беременных женщинах и абортах. Основная проблема в этих регионах заключается в том, что доступ к адекватному медицинскому обслуживанию ограничен, а это означает, что варианты безопасного медицинского обслуживания не всегда легко доступны, а некоторые обращаются к небезопасным методам ведения беременности. Аборт является причиной 40 % материнских смертей в Нигерии, что делает его второй по значимости причиной материнской смертности в стране.
Системы здравоохранения в африканских странах не смогли внести надлежащие изменения, чтобы обеспечить лучшее будущее для своих граждан. Правительство либо не смогло сделать эти вопросы приоритетными, либо они пытались вести политику, которая имела результат, противоположный желаемому. В частности, в Нигерии религиозные и культурные факторы являются основными причинами неспособности решить некоторые проблемы абортов.
Многие проблемы, связанные с небезопасными абортами, касаются подростков. Хотя небезопасная практика абортов затрагивает большинство сексуально активных женщин в стране, считается, что подростки могут нуждаться в особых обстоятельствах и могут стать причиной перемен в этой области. Подростки больше всего нуждаются в этих услугах: если они примут безопасные методы, чтобы избежать незапланированной беременности, эти проблемы могут начать уменьшаться. Основная проблема, с которой сталкиваются подростки в Нигерии, заключается в том, что они, скорее всего, не используют противозачаточные средства, чтобы избежать беременности, и чаще всего обращаются к небезопасным практикам аборта.
Использование контрацептивов является распространённой проблемой для
подростков в Нигерии, и нет служб, поддерживающих это. Противозачаточные средства являются важным ресурсом в обществе, где аборт и высокая рождаемость являются проблемой.
Необходимость расширения доступа к практике безопасного аборта в Нигерии очень очевидна. Есть несколько различных методов, используемых, чтобы попытаться обеспечить здоровый и безопасный подход к абортам, но Нигерия не всегда была в состоянии покрыть расходы на эти медицинские достижения.
В Нигерии для сравнения затрат и эффективности используются три безопасных метода в первом триместре. Дилатация и выскабливание в больницах, ручная вакуумная аспирация в больницах и клиниках и медикаментозный аборт с использованием мизопростола — всё это считается огромной экономией средств.
До того, как женщины стали применять эти более безопасные с медицинской точки зрения и более экономически эффективные методы, уровень абортов, вызванных самими пациентами, был чрезвычайно высок по сравнению с другими странами и регионами. Побочные эффекты применения других методов оказались вредными для матерей, что привело к высокой температуре, инфекциям мочевыводящих путей и травме половых органов.
Существуют также проблемы, когда женщины, которые сделали свои собственные аборты, сделали это неправильно, что могло быть связано с другими осложнениями, вызванными передозировкой мизопростола. Важным аспектом, который следует учитывать, является то, что Нигерия является регионом с низкими требованиями к системе здравоохранения и где люди стремятся использовать нехирургические варианты.

## Причины абортов
Нежелательная беременность является основной причиной абортов в Нигерии. Нежелательная беременность имеет много причин. Растущая экономика Нигерии и растущая урбанизация приводят к повышению уровня жизни. Это делает работу женщин и мужчин более необходимой для поддержки семьи. Когда детей становится больше, женщинам становится труднее сосредоточиться на работе, потому что от них в первую очередь требуется забота о семье, поэтому женщины скорее будут работать, чем беременеть или заботиться о ребёнке.
Другой причиной высоких показателей нежелательной беременности в Нигерии является низкое использование противозачаточных средств и отсутствие планирования семьи. Во многом это связано с отсутствием просвещения по вопросам использования противозачаточных средств, а также отсутствием доступа к медицинской помощи и средствам контрацепции в Нигерии. Из-за отсутствия использования противозачаточных средств наблюдается тенденция к нежелательной беременности у необразованных, молодых женщин и многодетных женщин. Обе эти группы женщин живут в сельской местности, где трудно найти медицинскую помощь, и правительственные кампании по просвещению населения по вопросам планирования семьи и противозачаточных средств не получают много рекламы.
Нигерийские женщины хотят около 6—7 детей. У них есть 25 лет в возрасте от 20 до 45 лет, когда чаще всего возникает беременность. Они проводят около 15 из этих лет, пытаясь забеременеть и не занимаясь сексом сразу после беременности, как это принято в нигерийской культуре. Это равносильно тому, что у них около десяти лет репродуктивного возраста, когда они не хотят быть беременными. Нигерийские женщины проживают долгую жизнь, где может произойти нежелательная беременность, поэтому таким женщинам нужны противозачаточные средства, чтобы её избежать.